# 四川卷耳
四川卷耳（学名：Cerastium szechuense）为石竹科卷耳属的植物，为中国的特有植物。分布于中国大陆的四川等地，生长于海拔2,100米至3,500米的地区，多生长在山坡草地中，目前尚未由人工引种栽培。